# Silverton (Teksas)
Silverton je grad u američkoj saveznoj državi Teksas. Prema popisu stanovništva iz 2010. u njemu je živjelo 731 stanovnika.